# Erythrandra picipes
Erythrandra picipes är en tvåvingeart som beskrevs av Brauer och Julius Edler von Bergenstamm 1891. Erythrandra picipes ingår i släktet Erythrandra och familjen köttflugor. Inga underarter finns listade i Catalogue of Life.